# Martirio di san Lorenzo (Tiziano)
Il Martirio di san Lorenzo è un'opera di Tiziano, eseguita ad olio su tela, secondo l'ipotesi più accreditata, nel 1548. Altri datano il dipinto 1558. È conservato nella chiesa dei Gesuiti di Venezia. Secondo la tradizionale iconografia, mostra il santo mentre viene bruciato sulla graticola, in una scena altamente drammatica. Un boia lo punge con un bidente, mentre un altro porta più legna per il fuoco. Il Cielo si apre, commosso dalla fede del Santo. Il chiaroscuro cattura perfettamente l'ambiente notturno, della penombra interrotta dalla luce delle fiamme e delle torce.

## Descrizione

### Stile
Il dipinto è stato eseguito nell'ultima fase pittorica di Tiziano, nella quale si riscontra un repentino cambiamento stilistico.
Lo scorcio prospettico è ardito, l'atmosfera è cupa e quasi monocroma, lontana da quella percepibile in quadri composti in età meno matura, come L'Amor sacro e l'Amor profano, che risentivano della forte influenza di Giorgione. La monocromia dell'opera dà risalto agli sprazzi di colore acceso  (come i bagliori diffusi dalle torce, gli stendardi e la Luce che squarcia le nubi) che il pittore inserisce nel dipinto. Grande rilievo hanno gli accuratissimi luminismi dei corpi, del basamento della statua e del tempio. L'abilità nella resa della luce ci testimonia la maturità stilistica raggiunta da Tiziano in questa opera.
Qui possiamo vedere tutti i tributi che Tiziano rende alla classicità, dovuti a reminescenze del soggiorno a Roma del 1546: tutte le figure umane presentano tratti che ricordano da vicino quelli della figure classiche e michelangiolesche, dietro alla figura del Santo è visibile una statua femminile pagana mentre sulla destra della composizione è presente un maestoso tempio corinzio.

### Tecnica pittorica
In questa fase Tiziano apporta un significativo cambiamento anche alla sua tecnica, arrivando a soluzioni modernissime per il suo tempo. Abbandonò l'uso dell'imprimitura sulla tela e impiegò unicamente colori scuri e rossastri, che conferiscono una certa uniformità alle sue opere. Iniziò a dipingere con quelle grosse pennellate che faranno apparire al Vasari le opere dell'ultimo periodo di Tiziano condotte di colpi, tirate via di grosso.  Si servì talvolta anche delle dita, procedimento anch'esso estremamente moderno.
Le ultime opere evidenziano un grado altissimo di sprezzatura: l'arte che nasconde l'arte, per cui sebbene possa apparire che elle (le opere) siano fatte senza fatica, non è così. Questa disinvoltura con cui l'artista fa apparire di avere realizzato i dipinti, celando la fatica della composizione è, con le parole di Ludovico Dolce, un "argomento della eccellenza".

## Storia

### Seconda versione
Il successo di questo lavoro portò Filippo II di Spagna a commissionare all'artista una seconda versione per l'altare maggiore della basilica dell'El Escorial. Questo lavoro, con alcune varianti, fu confezionato da Tiziano circa dieci anni dopo e inviato al monastero nel 1567, sebbene con tonalità più scure rispetto all'opera precedente.

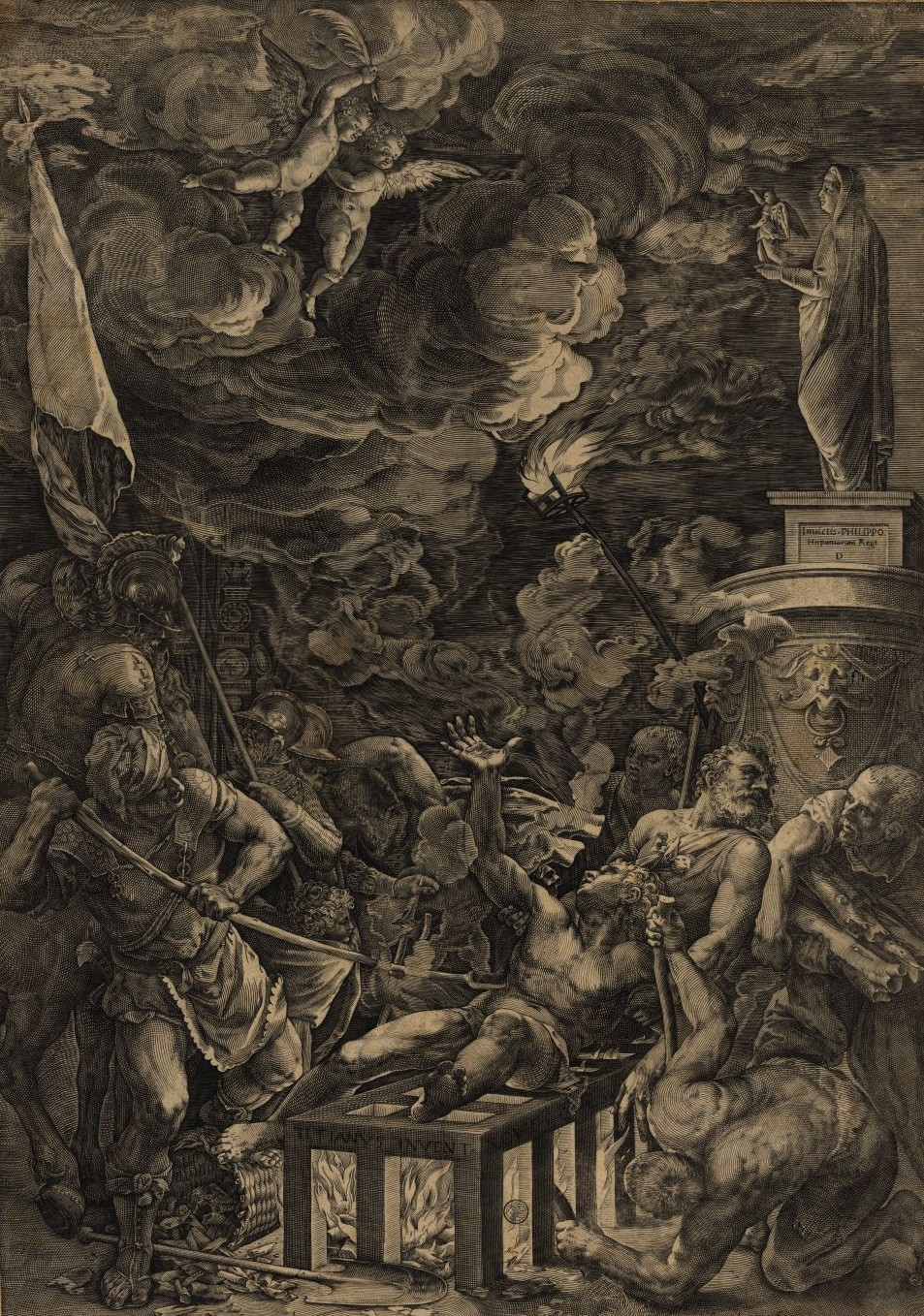
Incisione di Cornelis Cort, che riproduce la composizione di Tiziano, fondendo diversi dettagli dei dipinti conservati a Venezia e presso l'El Escorial.

### Copia in incisione
L'incisore Cornelis Cort realizzò nel 1571 un'immagine incisa del disegno di Tiziano, nella quale fondeva particolari dei dipinti di Venezia e dell'Escorial. Si ritiene che il tutto trovi la sua origine in un disegno o modello di piccole dimensioni che Tiziano teneva nel suo laboratorio.
Come solitamente accadeva nelle incisioni riproduttive, l'incisione stampata mostra l'immagine invertita. Va notato come due matrici della stessa immagine, quasi identiche, differiscano per via di una piccola variazione nella dedica a Filippo II in latino inciso sulla destra, sul piedistallo della statua.
Queste due incisioni si trovano nel catalogo dell'esperto Hollstein con i numeri 126 e 127.
Tiziano inviò due incisioni alla Corte Filippo II: una di queste è conservata nelle camere del monarca nel monastero dell'Escorial, che è stampato su tessuto taffetà.
Numerose altre incisioni sono sparse tra i principali musei e biblioteche in Europa e in America.